# Stellihorn
Le Stellihorn est un sommet des Alpes valaisannes en Suisse. Situé dans le canton du Valais, il culmine à 3 436 m d’altitude.